# Uijong
König Uijong (koreanisch 의종) (* 23. Mai 1127 in Kaesŏng, Königreich Goryeo; † 7. November 1173 in Kaesŏng, Goryeo) war während seiner Regierungszeit von 1146 bis 1170 der 18. König des Goryeo-Reiches und der Goryeo-Dynastie (고려왕조) (918–1392).

## Leben
Uijong war der erstgeborene Sohn von König Injong (고려) und seiner Frau Königin Gongye (공예), die dem Jangheung Im Clan entstammte. Zu seiner Geburt bekam Uijong den Namen Wang Hyeon (왕현) verliehen und wurde im Alter von sieben Jahren zum Kronprinzen ernannt. Er folgte seinem Vater nach dessen Tod im April 1146 im Alter von 20 Jahren auf den Thron. König Uijong war mit drei Frauen verheiratet. Aus seiner ersten Ehe mit Königin Janggyeong (장경), die dem Kim Clan entstammte, gingen ein Sohn und drei Töchter hervor.  Die anderen Ehen blieben kinderlos. Trotzdem sein Sohn Wang Ki (왕기) Kronprinz geworden war, ging er nach der Absetzung seines Vaters als König bezüglich der Thronfolge leer aus und Uijongs drittgeborener Bruder Myeongjong (명종) bekam das Anrecht auf den Thron.
Während der Regentschaft von König Uijong erreichte die offizielle Verachtung des Militärs ihren Höhepunkt, denn Uijong kümmerte sich mehr um Ästhetisches und führte einen ausschweifenden Lebensstil, der zulasten des Regierens und der Sorge um das Königreich ging. Das wirkte sich auch auf die Administration aus, die keine Gelegenheit ausließ, dem Militär gegenüber ihre geringe Wertschätzung zu zeigen. König Uijong war dafür bekannt, dass er Paläste und Gärten errichten ließ, gerne reiste und Bankette gab, was den Staatshaushalt erheblich belastete. Als König Uijong im Jahr 1170 zum Pohyon-Tempel reiste und von seinem Militär eskortiert wurde, waren es die drei Kommandanten Jeong Jungbu (정중부), Yi Uibang (이의방) und Yi Ko (이고), die sich auf dem Weg König Uijong widersetzten und zur Rebellion aufriefen, dem sich das Militär kurzentschlossen anschloss. Sie übernahmen die Kontrolle über das Königreich und setzten König Uijong ab. Des Weiteren töteten sie diejenigen in der Administration, die dem Militär gegenüber nicht wohl gesonnen waren. Uijong wurde von ihnen durch seinen jüngeren Bruder Myongjong ersetzt. Ein Versuch unter der Führung des Zivilbeamten Kim Podang, Uijong wieder als König zu installieren schlug fehl und führte zu weiteren blutigen Säuberungen am Hofe und in der Administration. Auch unter den militärischen Führern brachen Machtkämpfe aus, die zu zahlreichen Ermordungen untereinander führten. Die Revolte des Militärs führte auf jeden Fall auch dazu, dass die nachfolgenden Könige an Macht verloren und das Militär Macht und Einfluss über die Administration des Landes bekam.
Aus der Zeit König Uijongs Regentschaft ist des Weiteren bekannt, dass er die Roben seiner Bediensteten in der Administration je nach Rang in den Farben unterschiedlich gestalten ließ. Bezüglich der von seinem Vater gegründeten Bildungseinrichtungen in den ländlichen Gebieten, führte er diese fort. Doch nach Ende seiner Regentschaft flaute deren Einfluss kontinuierlich ab.
König Uijong verstarb im Jahr 1173. Seine Grabstätte ist nicht bekannt.